# Zettling
Zettling war bis Ende 2014 eine Gemeinde mit 1570 Einwohnern (Stand 1. Jänner 2014) in der Steiermark. Im Rahmen der steiermärkischen Gemeindestrukturreform ist sie seit 2015 mit der Gemeinde Unterpremstätten zusammengeschlossen,
die neue Gemeinde führte 2015 den Namen Marktgemeinde Unterpremstätten-Zettling, seit 2016 Premstätten.
Grundlage dafür ist das Steiermärkische Gemeindestrukturreformgesetz – StGsrG.
Eine Beschwerde, die von der Gemeinde gegen die Zusammenlegung beim Verfassungsgerichtshof eingebracht wurde, war nicht erfolgreich.

## Geografie

### Geografische Lage
Zettling liegt im Bezirk Graz-Umgebung im österreichischen Bundesland Steiermark ca. 15 km südlich der Landeshauptstadt Graz am Kaiserwald. Das Gebiet befindet sich im Grazer Becken westlich der Mur. Zettling wird vom Laabach von Nord nach Süd durchflossen.

### Ausdehnung des ehemaligen Gemeindegebietes
Das ehemalige Gemeindegebiet erstreckt sich vom Flughafen Graz im Osten bis zum Kaiserwald im Westen.

### Gliederung
Das Gemeindegebiet umfasste folgende drei Katastralgemeinden und gleichnamige Ortschaften (in Klammern Einwohnerzahl Stand 1. Jänner 2024):
- Bierbaum (916)
- Laa (593)
- Zettling (492)

### Ehemalige Nachbargemeinden
| Unterpremstätten |                                             |                   |
|                  | Kompassrose, die auf Nachbargemeinden zeigt | Kalsdorf bei Graz |
| Zwaring-Pöls     | Wundschuh                                   |                   |

## Geschichte
Das früheste Schriftzeugnis ist von 1126 und lautet „Cidlarn“. Der Name geht auf althochdeutsch zidalari (Imker) zurück.
Die Ortsgemeinde als autonome Körperschaft entstand 1850. Nach der Annexion Österreichs 1938 kam die Gemeinde zum Reichsgau Steiermark, 1945 bis 1955 war sie Teil der britischen Besatzungszone in Österreich.

### Bevölkerungsentwicklung der ehemaligen Gemeinde
| Jahr      | 1869 | 1880  | 1890  | 1900  | 1910  | 1923  | 1934  | 1939  |
| --------- | ---- | ----- | ----- | ----- | ----- | ----- | ----- | ----- |
| Einwohner | 592  | 593   | 620   | 659   | 681   | 763   | 809   | 760   |
| Jahr      | 1951 | 1961  | 1971  | 1981  | 1991  | 2001  | 2011  | 2014  |
| Einwohner | 850  | 1.016 | 1.091 | 1.053 | 1.117 | 1.354 | 1.530 | 1.570 |

Quelle: Statistik Austria

## Politik
Letzte Bürgermeisterin war Ingrid Baumhackl (ÖVP). Der Gemeinderat setzte sich nach den Wahlen von 2010 wie folgt zusammen:
- 7 ÖVP
- 6 SPÖ
- 2 FPÖ

### Wappen
Die Verleihung des Gemeindewappens erfolgte mit Wirkung vom 1. August 1996.

Blasonierung (Wappenbeschreibung):
„In goldenem Schild ein mit vier nach vorne aufwärts fliegenden goldenen Bienen belegter blauer Schräglinksbalken; die Schildränder geziert durch freischwebende Kreuzblüten in Schattenfarbe.“

Historische Landkarten zum Gebiet von Zettling
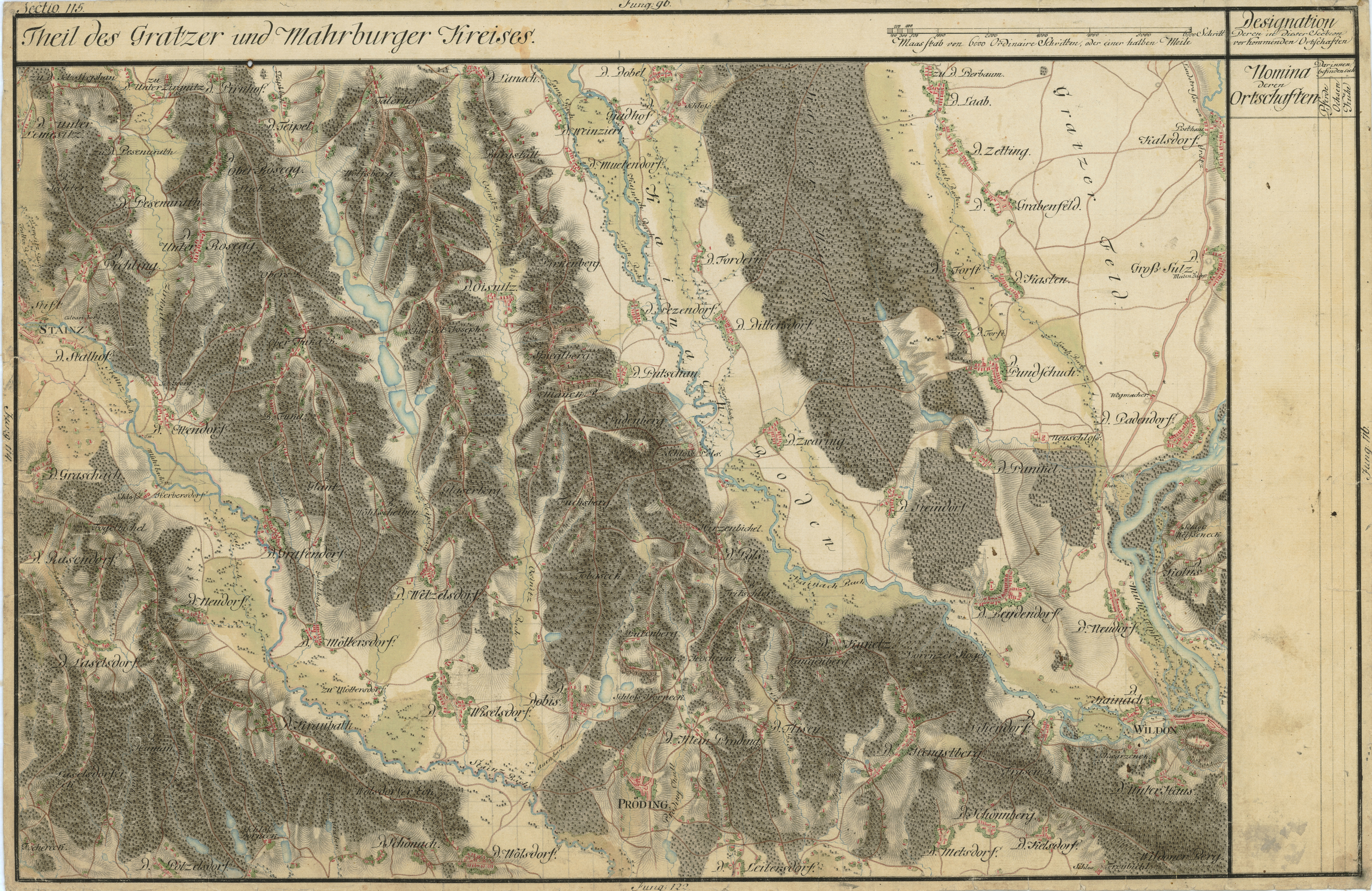
Josephinische Landesaufnahme, ca. 1790
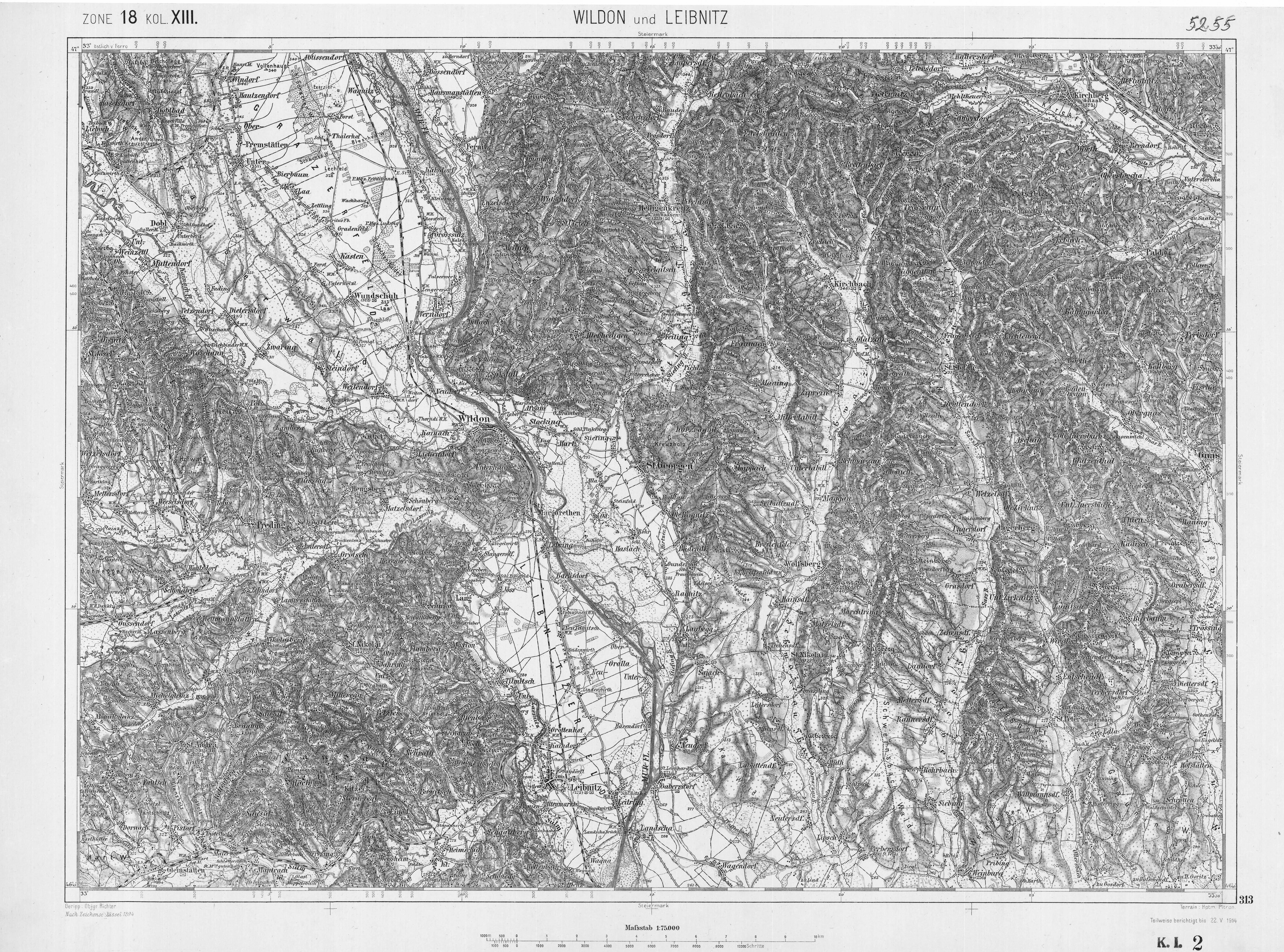
Franzisco-Josephinische Landesaufnahme, ca. 1910

## Kultur und Sehenswürdigkeiten

### Sport
Die Kartbahn Styriakarting ist eine von zwei Kartbahnen in Österreich, die von der OSK abgenommen worden ist. Sie befindet sich direkt an der Autobahn-Anschlussstelle Kalsdorf. Sie wurde 1996 eröffnet und hat eine Länge von 850 m.

## Wirtschaft und Infrastruktur

### Verkehr
Durch die Nähe zu Graz ist Zettling sehr verkehrsgünstig gelegen und insbesondere, was den Individualverkehr betrifft, hervorragend angeschlossen. Die Pyhrn Autobahn A 9 führt im Osten durch das Gemeindegebiet und ist über die Anschlussstelle Kalsdorf (194) in circa einem Kilometer erreichbar. Auch die Entfernung zur Süd Autobahn A 2 Richtung Klagenfurt beträgt über die Anschlussstelle Unterpremstätten (188) nur etwa fünf Kilometer.
In Zettling befindet sich kein Eisenbahnanschluss. Der nächstgelegene Bahnhof befindet sich in Kalsdorf bei Graz in circa vier Kilometer Entfernung und bietet Zugang zur Südbahn. Hier verkehren stündliche Regionalzug-Verbindungen nach Graz und Leibnitz.
Der Flughafen Graz ist etwa fünf Kilometer entfernt.